# The Bell
„The Bell“ je píseň britského multiinstrumentalisty Mika Oldfielda. Vydána byla jako jeho třicátý čtvrtý singl na jaře 1993 a v britské hudební hitparádě se neumístila.
Singl „The Bell“ pochází z Oldfieldova alba Tubular Bells II, které vyšlo v létě 1992. Tento singl byl vydán v mnoha verzích s různými přebaly. Základní varianta na sedmipalcové desce (poslední Oldfieldův singl na vinylu) obsahuje skladbu „The Bell“ (vyvrcholení první části alba s představováním nástrojů) s konferenciérem Vivianem Stanshallem. Ten byl konferenciérem na albu Tubular Bells, ovšem na druhých „zvonech“ nástroje představuje Alan Rickman. Na B straně singlu se potom nachází zremixovaná skladba „Sentinel“. Tato varianta vyšla i na CD, kde byly navíc přidány další dva remixy „Sentinelu“.
Několik ostatních verzí (v jiných přebalech) vyšlo pouze na CD. Obsahují různé mixy skladby „The Bell“ s různými konferenciéry (kromě Stanshalla jsou to ještě Billy Connolly (evropská verze), Carlos Finaly (španělská promo verze), Otto Waalkes (německá verze), John Gordon Sinclair (živá verze) i Alan Rickman (verze použitá na albu)).

## Seznam skladeb
7" verze
1. „The Bell (MC Viv Stanshall)“ (Oldfield) – 3:28
2. „Sentinel Restructure (Trance Mix)“ (Oldfield, remix: Tommy Musto) – 5:42

CD verze
1. „The Bell (MC Viv Stanshall)“ (Oldfield) – 3:06
2. „Sentinel Restructure (Trance Mix)“ (Oldfield, remix: Tommy Musto) – 5:41
3. „Sentinel Restructure (Global Lust Mix)“ (Oldfield, remix: Mark Lewis) – 5:56
4. „Sentinel Restructure (Satoshi Tomii Interpretation)“ (Oldfield, remix: Satoshi Tomii) – 7:39

EP verze
1. „The Bell – Live (MC John Gordon Sinclair)“ (Oldfield) – 4:20
2. „The Bell (MC Billy Connolly)“ (Oldfield) – 3:31
3. „The Bell (MC Otto - German Version)“ (Oldfield) – 3:30
4. „The Bell (MC Strolling Player)“ (Oldfield) – 5:02
5. „The Bell (Instrumental Version)“ (Oldfield) – 3:30

Evropská CD verze
1. „The Bell (MC Viv Stanshall)“ (Oldfield) – 3:28
2. „The Bell (MC Billy Connolly)“ (Oldfield) – 3:28
3. „Sentinel Restructure (Trance Mix)“ (Oldfield, remix: Tommy Musto) – 5:42

Německá CD verze
1. „The Bell (MC Viv Stanshall)“ (Oldfield) – 3:28
2. „The Bell (MC Otto – English Version)“ (Oldfield) – 3:28
3. „The Bell (MC Otto – German Version)“ (Oldfield) – 3:28